# 漆部
漆部（ぬりべ）は、古代日本において、漆の貢進や塗漆の職能をもって朝廷に仕えた職業部（品部）。

## 概要
日本の漆塗りは、『以呂波字類抄』に引用されている『本朝事始』によると次の伝承に始まる。
倭武皇子が宇陀の阿貴山で狩猟の最中に大猪を射たが、止めを刺すことができなかった。そこへ部下の1人が漆の木を折ってその汁を矢先に塗り、再度挑戦すると仕留めることができた。木の汁で皇子の手が黒く染まったため、皇子はその汁を部下に命じて集めさせ、持っている品物に塗ると、黒い光沢を放ちつつ染まっていった。そこで、その地を漆河原（うるしがわら、現在の大宇陀町嬉河原（うれしがわら））といい、漆の木が自生している宇陀郡の曽爾（そに）の郷に「漆部造」（ぬりべのみやつこ）を置いた。床石足尼（とこばえのすくね）が漆部官になったことが伝えられている。
『先代旧事本紀』「天孫本紀」によれば、饒速日命4世の孫にあたる三見宿禰命（みつみのすくねのみこと）が漆部連（ぬりべのむらじ）の氏姓を与えられ、漆工芸の祖先と記されている。
これらは伝説としても、『日本書紀』巻第二十一によると、587年（用明天皇2年4月）に漆部造兄（ぬりべ の みやつこ あに）が他2名とともに物部守屋より蘇我馬子のもとへ使者として派遣されていることから、漆器の製作者集団である漆部とその管理者がいたことが判明している。
漆部は、大和国・摂津国・遠江国・相模国・武蔵国・丹後国・出雲国などに分布していた。令制では、大蔵省漆部司に漆部が20人所属していた、という。
氏族としては漆部連・漆部直・漆部造などの名が見える。漆部連一族は、『書紀』巻第二十九によると、八色の姓制定により、684年（天武天皇13年12月）に宿禰に改姓している。